# Жбанов, Илья Дмитриевич
Илья́ Дми́триевич Жба́нов (род. 25 июля 2004, Бобровка, Самарская область) — российский футболист, полузащитник клуба «Ростов».

## Биография
Родился в селе Бобровка, Кинельский района, Самарская область.
Воспитанник академии «Крылья Советов». 24 августа 2017 года пополнил состав академии футбола Юрия Коноплёва. 23 июля 2018 года вернулся в академию «Крылья Советов».
14 августа 2020 года перешёл в «Мастер-Сатурн».
14 июня 2022 года пополнил состав молодёжной команды «Ростова». С ней в сезоне 2023 стал бронзовым призёром Молодёжной футбольной лиги.
30 марта 2024 года в матче Второй лиги (дивизион «Б») против майкопской «Дружбы» дебютировал в профессиональном футболе за «Ростов-2».
7 мая 2024 года продлил контракт с клубом.
30 июля 2024 года в матче Кубка России против московского «Локомотива» дебютировал за основной состав «Ростова».
9 ноября 2024 года сыграл дебютный матч в чемпионате России против клуба «Химки». В составе «Ростова» стал финалистом Кубка России 2024/25.

### Семья
Дед Евгений Гецко также футболист.

## Статистика выступлений
| Выступление      | Выступление       | Выступление      | Лига | Лига | Кубки | Кубки | Итого | Итого |
| Клуб             | Лига              | Сезон            | Игры | Голы | Игры  | Голы  | Игры  | Голы  |
| ---------------- | ----------------- | ---------------- | ---- | ---- | ----- | ----- | ----- | ----- |
| Ростов           | РПЛ               | 2024/25          | 3    | 0    | 4     | 0     | 7     | 0     |
| Ростов           | РПЛ               | 2025/26          | 2    | 0    | 2     | 0     | 4     | 0     |
| Ростов           | Итого             | Итого            | 5    | 0    | 6     | 0     | 11    | 0     |
| → Ростов-2       | Вторая лига («Б») | 2024             | 17   | 0    | —     | —     | 17    | 0     |
| → Ростов-2       | Итого             | Итого            | 17   | 0    | —     | —     | 17    | 0     |
| Всего за карьеру | Всего за карьеру  | Всего за карьеру | 22   | 0    | 6     | 0     | 28    | 0     |

## Достижения
«Ростов»
- Бронзовый призёр Молодёжной футбольной лиги: 2023
- Финалист Кубка России: 2024/25